# Чудняково
Чудняково — деревня в Щучанском районе Курганской области. Входит в состав Николаевского сельсовета.

## История
До 1917 года входила в состав Николаевской волости Шадринского уезда Пермской губернии. По данным на 1926 год состояла из 323 хозяйства. В административном отношении являлась центром Чудняковского сельсовета Песчанского района Шадринского округа Уральской области.

## Население
| 1989 | 2002 | 2010 |
| ---- | ---- | ---- |
| 260  | ↘174 | ↘79  |

По данным переписи 1926 года в деревне проживало 1429 человек (671 мужчина и 758 женщин), в том числе: русские составляли 100 % населения.